# 보잉 367-80

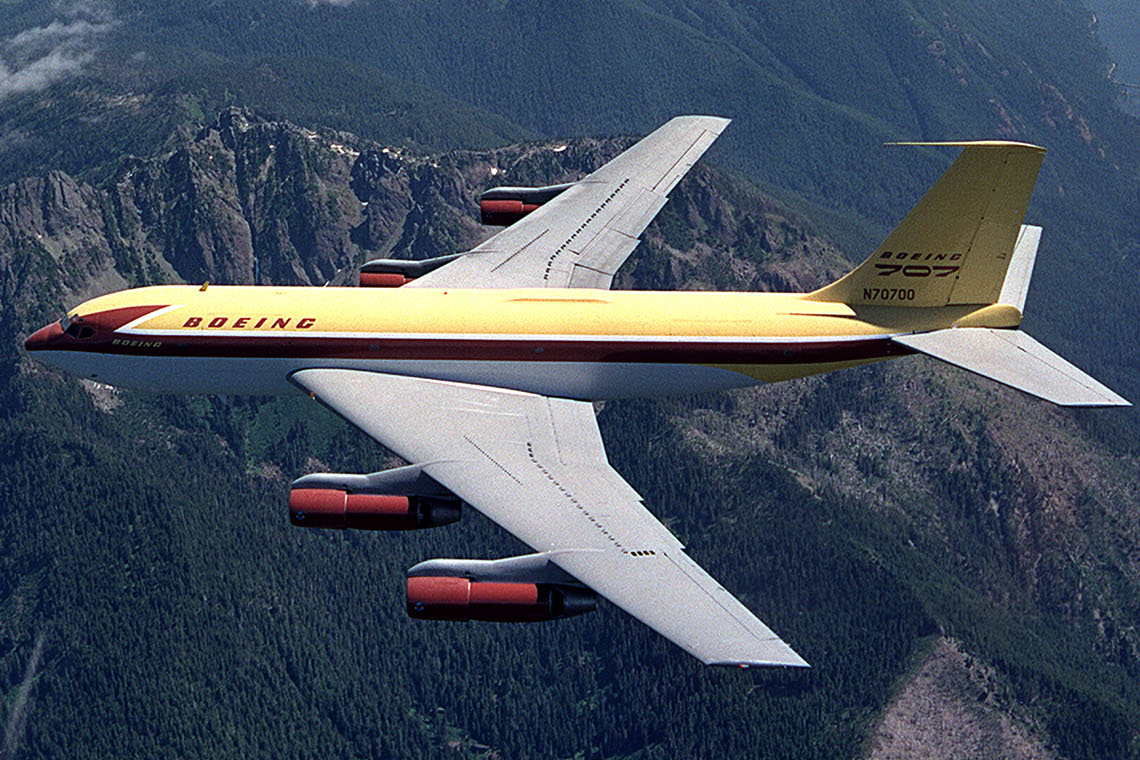

보잉 367-80(Boeing 367-80) 또는 대시 80(Dash 80)은 보잉이 상용 항공기용 제트 추진의 장점을 보여주기 위해 제작한 미국 쿼드제트 프로토타입 항공기이다. 이는 KC-135 공중급유기와 707 여객기 설계의 기초가 되었다.
대시 80은 프로젝트 출시 후 2년도 채 되지 않은 1954년에 처음으로 비행했다. 미화 1,600만 달러(현재 1억 7,400만 달러에 해당)의 비용은 당시 헌신적인 고객이 없었던 보잉에게는 엄청난 위험이었다. 단 하나의 사례만 제작되었으며 보존되어 현재 버지니아에 있는 스미소니언 국립항공우주박물관의 스티븐 F. 우드바 헤이지 센터에 공개 전시되어 있다.

## 같이 보기
관련 개발
- 보잉 RC-135
- 보잉 KC-135 스트래토탱커
- 보잉 707
- 보잉 720
- 보잉 727
- 보잉 737